# Gryllus vernalis
Gryllus vernalis är en insektsart som beskrevs av Willis Blatchley 1920. Gryllus vernalis ingår i släktet Gryllus och familjen syrsor. Inga underarter finns listade i Catalogue of Life.

## Bildgalleri

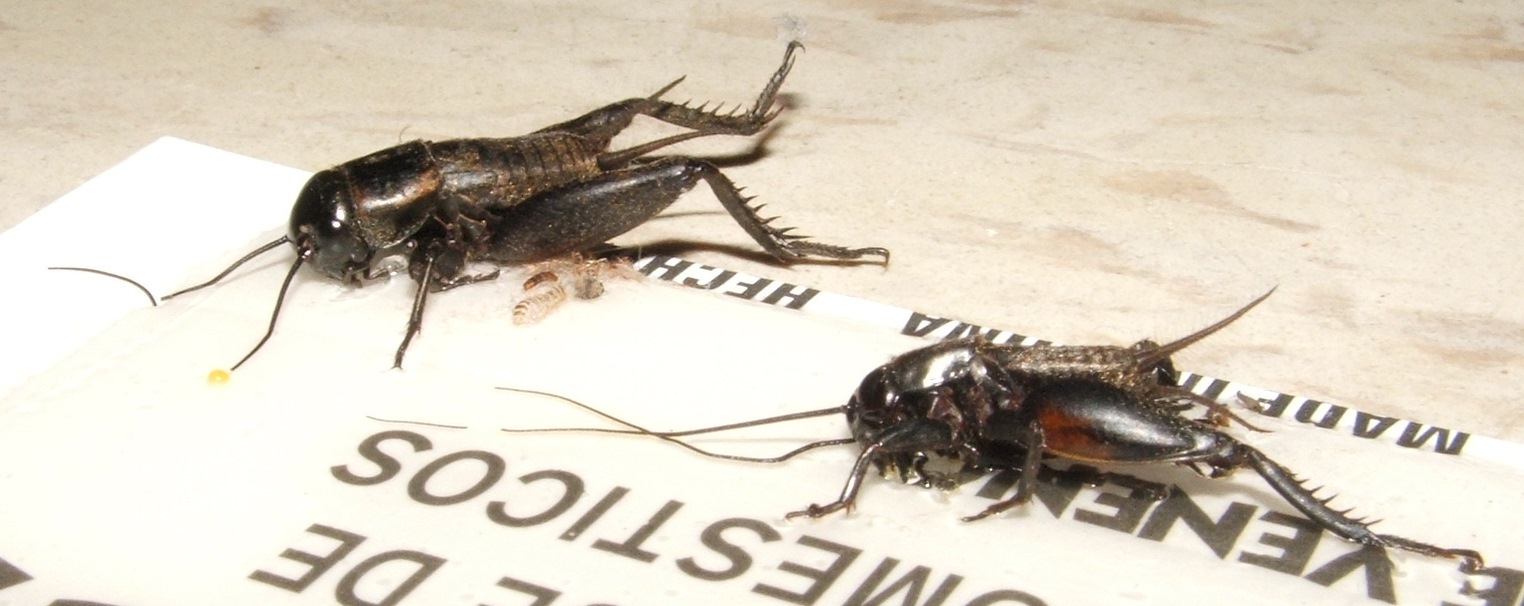